# Antiguo rajastani occidental
El antiguo rājasthāni occidental (también conocido como maru-gurjari o antiguo gujarātī) es el antecesor de los gujarati y rajasthani, lenguas que se desarrollaron a partir del sánscrito, evolucionando a un prácrito antiguo y más tarde a un apabhraṃśa medieval. La lengua se habló entre los siglos VIII-XIV en la India occidental. La forma literaria del antiguo rājasthāni occidental, el dingala estaba en uso ya en el siglo XII. Mientras que el antiguo rajastani occidental hablado dio paso a formas medievales de rajasthani y gujarati, floreció en su forma literaria como dingala hasta el siglo XIX.
Los primeros textos de la lengua muestran rasgos característicos como formas nominales directas/oblicuas, postposiciones y verbos auxiliares. Tenía tres géneros gramaticales, como el gujarati moderno, y alrededor de la época de 1300 d. C., apareció una forma bastante estandarizada de esta lengua. La creencia de que el rajasthani moderno expresaba esporádicamente un género neutro se basaba en la conclusión incorrecta de que la [ũ] que llegó a ser pronunciada en algunas áreas para el masculino [o] después de una consonante nasal era análoga a la neutra [ũ Una gramática formal,  llamada Prakrita Vyakarana, del precursor de ésta lengua, apabhraṃśa de Gurjar, fue escrita por monje jainista y eminente erudito Acharya Hemachandra Suri durante el reinado de rey chaulukya Jayasimha Siddharaja de Anhilwara (Patan).

## Literatura
Las principales obras fueron escritas en varios géneros, en su mayor parte en forma de verso, tales como:
- rāsa, predominantemente narrativa didáctica, de la cual la más antigua conocida es Bhārateśvarabāhubali de Śālibhadrasūri (1185).
- phāgu, en el que se celebra la primavera, de la cual la más antigua es la Sirithūlibadda de Jinapadmasūri (c. 1335). El más famoso es el Vasantavilāsa, de autoría desconocida, que está fechada indeterminadamente en algún lugar del siglo 14 o 15, o posiblemente antes.
- bārmāsī, describiendo la belleza natural durante cada uno de los doce meses.
- ākhyāna, en el que las secciones son cada una en un solo metro.

Narsinh Mehta (c. 1414–1480) es tradicionalmente visto como el padre de la poesía gujarati moderna. En virtud de su temprana edad y buena edición, una obra importante en prosa es el comentario del siglo 14 de Taruṇaprabha, el Ṣaḍāvaśyakabālabodhavr̥tti.

## Fonología
La vibrante simple lateral retrofleja  (ḷ) está generalmente ausente, lo que sin embargo es bastante común en el gujarati moderno. Esto puede indicar que fue una reintroducción posterior, tal vez bajo la influencia del marathi bajo el Imperio Maratha.